# Mario Primicerio
Mario Primicerio (Roma, 13 novembre 1940 – Firenze, 30 maggio 2025) è stato un matematico e politico italiano, noto per le sue ricerche in matematica applicata e per essere stato sindaco di Firenze dal 2 maggio 1995 al 13 giugno 1999.

## Biografia
Si laureò in fisica nel novembre 1962. L'anno successivo iniziò a lavorare come ricercatore presso il laboratorio di gas ionizzati di Frascati; dal 1970 lavorò presso l'Università di Firenze, prima come professore associato e dal 1975 come professore ordinario di meccanica razionale.
Dal 1995 al 1999 ricoprì la carica di sindaco di Firenze.
Socio nazionale dell'Accademia Nazionale dei Lincei, fu presidente dell'I2T3 (Industrial Innovation Through Technological Transfer) e presidente della Società italiana di matematica applicata e industriale (SIMAI).
Fu professore visitatore ad Austin, Pechino, Helsinki, Minneapolis, Novosibirsk, Oxford, Parigi, San Carlos (Brasile), Rosario (Argentina), Tel Aviv (Israele).
Nel 2005 il comitato esecutivo della European Mathematical Society (EMS) lo nominò presidente del Comitato di matematica applicata della stessa EMS, con inizio delle funzioni nel 2006 e termine nel 2012.
Nel 2007 fu eletto (confermato nel 2011) nel Direttivo dell'International Council for Industrial and Applied Mathematics (ICIAM).
Dal 20 giugno 2008 al 2012 fu membro del consiglio di amministrazione della INSO Sistemi per le Infrastrutture Sociali S.p.A.
Fu presidente della Fondazione Giorgio La Pira di Firenze.

## Opere principali
- Free Boundary Problems, con Antonio Fasano, 2 Vols., Chapman & Hall, Inc./CRC Research Notes in Mathematics Series, New York, 1983-85.
- Problems in Nonlinear Diffusion, Lettura durante la seconda sessione 1985 presso il Centro Internazionale Matematico Estivo (CIME) di Montecatini Terme, Italy, 10-18 giugno 1985,  Springer-Verlag, Berlino & Heidelberg, 1985.
- Applied and Industrial Mathematics in Italy, con Renato Spigler e Vanna Valente, World Scientific, Singapore, 2005.
- European Success Stories in Industrial Mathematics, con Thibaut Lery e altri, Springer-Verlag, Berlino & Heidelberg, 2011.